# Barrio San Lucas
Barrio San Lucas är en ort i Mexiko.   Den ligger i kommunen Santa María Tlahuitoltepec och delstaten Oaxaca, i den sydöstra delen av landet, 400 km sydost om huvudstaden Mexico City. Barrio San Lucas ligger 2 395 meter över havet och antalet invånare är 199.
Terrängen runt Barrio San Lucas är bergig åt nordost, men åt sydväst är den kuperad. Runt Barrio San Lucas är det ganska tätbefolkat, med 62 invånare per kvadratkilometer. Närmaste större samhälle är Tamazulápam del Espíritu Santo, 5,1 km söder om Barrio San Lucas. I omgivningarna runt Barrio San Lucas växer i huvudsak blandskog.